# Václav Jamek

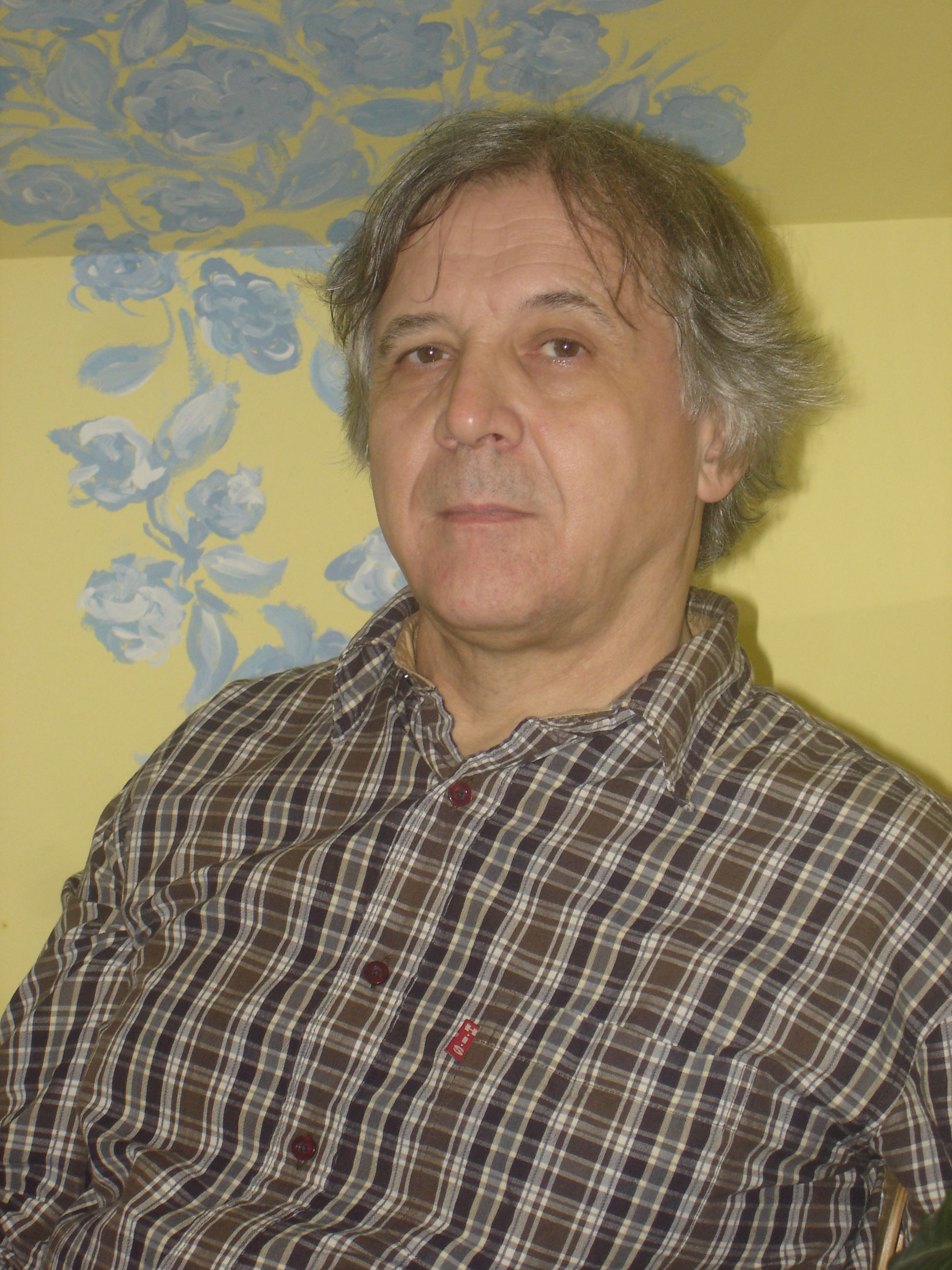
Václav Jamek

Václav Jamek, né le 27 novembre 1949 à Kladno, est un écrivain de langues française et tchèque et traducteur tchèque, publiant également sous le pseudonyme d'Eberhardt Hauptbahnhof.

## Biographie
De 1966 à 1969, il étudie au lycée Carnot de Dijon. À son retour en Tchécoslovaquie, il étudie la psychologie et la philologie romane à l'Université Charles de Prague d'où il sort diplômé en 1975. À partir de 1976 il est rédacteur pour la maison d'édition Academia, puis Odeon à partir de 1986 où il reste jusqu'en 1994, année où il entre au Ministère des Affaires Etrangères tchèque pour devenir conseiller culturel à l'Ambassade de la République tchèque à Paris (1995-1998). À partir de 2003, il enseigne la littérature française à la Faculté de Philosophie de l'Université Charles de Prague, grade de docent (maître de conférences) en 2008. Nommé « pédagogue affilié » après avoir pris sa retraite, en 2015.
Il est surtout connu en France pour la publication, juste avant la chute du mur de Berlin, de son Traité des courtes merveilles (Prix Médicis essai en 1989). En Tchéquie, ce sont d'abord ses traductions de Victor Segalen, Patrick Cauvin, Georges Perec, Patrick Modiano, Michel Tournier, Bernard-Marie Koltès et d'autres qui le font connaître. Sa traduction d'une anthologie de textes d'Henri Michaux lui a valu le Grand Prix Jungmann de la Traduction pour 2001. En 2020, il publie la traduction de L'Amoureuse initiation, roman d'Oscar Milosz. Ses propres œuvres littéraires écrites en tchèque et publiées à partir de 1990, comportent des poésies, des essais, une pièce de théâtre, plusieurs livres de mystifications humoristiques, publiés sous le pseudonyme d'Eberhardt Hauptbahnhof (Nedokončený kalendář, 1994 ; Kniha básňů převeršovná, 1995). Le grand recueil de ses essais, études et articles, Duch v plné práci (2003) a obtenu le Prix Tom Stoppard. Un poème en prose bilingue, Desátá planeta/L'Exorbitée, accompagne le livre de photo-collages de Jiri Chmelar, publié en 2004.
Václav Jamek a écrit en français une partie considérable de son oeuvre, estimant pouvoir être plus direct, plus ouvert dans cette langue. L'écrivain n'est pas toujours simple à lire préférant la complexité littéraire et la légèreté provocatrice à une lecture facile. Il se réfère à la pensée existentielle, agrémentée d'une pointe d'inexistentialité, dérivée plus ou moins de Jarry et de la littérature de l'absurde. Ne se reconnaît point dans l'esprit "post-moderne", qu'il considère essentiellement comme une perte de mémoire et un refus patent de la responsabilité, enfouie sous le babil du relativisme absolu.
Son écriture est sensibilisée par une homosexualité qu'il est l'un des premiers à dévoiler publiquement en République Tchèque. À l'expression de l'expérience homosexuelle en littérature, il a consacré un essai, publié en 2001 sous le titre O prašivém houfci.
Il publie un extrait d'un roman en français inédit dans le no 10 de la revue Inverses en 2010.
En 2020, il reçoit le Prix Karel Čapek pour l'ensemble de son oeuvre et sa contribution à l'essor de la démocratie.

## Œuvre

### Poésie
- Surový stav [État brut], Český spisovatel, Prague, 1995;
- Kniha básňů převeršovná [Livre de poèmes tout en vers], Český spisovatel, Prague, 1995 [sous le pseudonyme d’Eberhart Hauptbahnhof]
- Desátá planeta/L'Exorbitée, Jerome, Prague, 2004

### Proses
- Nedokončený kalendář na tento rok a všechny roky příští [Calendrier inachevé pour l’année en cours et toutes les années à venir], Torst, Prague, 1994 [sous le pseudonyme d’Eberhardt Hauptbahnhof]
- L'écran de cendres, à compte d'auteur, Prague, 2023
- Centaurée ou Les Défaillances, à compte d'auteur, Prague, 2023
- Rok s ostatními sirotky [Une année avec d'autres orphelins], Galén, Prague, 2025

### Théâtre
- Hlavo žvejkavá [Ô Tête mâcheuse], Dilia, Prague, 1990

### Essais
- Traité des courtes merveilles, Grasset, Paris, 1989  (ISBN 2246414814) - Prix Médicis essai
- Krkavčí múza [Marâtre Muse], Odeon, Prague, 1992
- O patřičnosti v jazyce [Du bon usage de la langue], Nakladatelství Franze Kafky, Prague, 1998
- O prašivém houfci [Le Troupeau galeux], Torst, Prague, 2001
- Duch v plné práci [L'esprit en plein travail], Torst, Prague, 2003 (Prix Tom Stoppard)
- Na onom světě se tomu budeme smát [Dans l'au-delà, on ne fera qu'en rire], Burian a Tichák, Olomouc 2016